# Szapolyai Miklós

A Szapolyai család címere, amit Miklós is használt

Szapolyai Miklós (? – 1468 november vagy decembere) erdélyi püspök, Szapolyai Imre nádor idősebb öccse.

## Életpályája
Bátyja, Imre eszközölte ki számára Mátyás királynál az erdélyi püspökséget. Mátyás 1461-ben nevezte ki, ekkor gyakorolva először főkegyúri jogát. A pápai megerősítést pedig 1462. április 26-án kapta meg. II. Piusz pápa nem engedte el neki kérése és a velencei államtanács közvetítése ellenére sem a püspöki annatákat, amelyeket Miklós ígérete szerint a török elleni 400 fős lovasság felállítására kellett felhasználni.  A lengyel Kaminetz János volt a segédpüspöke. 
1464. március 29-én részt vett Mátyás székesfehérvári koronázásán, ahol más főpapokkal együtt április 3-án megerősítette a Mátyás és III. Frigyes közötti békét. A koronázás után egy ideig Budán tartózkodott a király mellett, ahol a tágasabb királyi tanács ülésein részt vehetett. 
A pápától engedélye volt hordozható oltáron való misézésre, 1464. november 30-án pedig engedélyt kapott arra is, hogy a saját maga által választott gyóntatója esetleges bűn és egyházi büntetés alól is feloldozhassa. 
Az 1467-es erdélyi felkelés idején játszott szerepe nem ismert, mindenesetre halála után a király elrendelte a gyulafehérvári püspöki vár lebontását, hogy ezzel is csökkentse a püspöki hatalmat. 
Bátyja halálakor öccsével együtt 20 vár birtokosa volt, ennél többet a királyon kívül csak Mátyás törvénytelen fia, Corvin János herceg mondhatott magáénak. 
Halálának körülményeit nem ismerjük. 1468. november 1-jén a leleszi konvent még élőnek említi, de december 27-én már üres a püspöki szék. Biztosan meghalt, mert a pápa is 4 évvel később a halála miatti üresedésről beszélt, amikor utódát, Veronai Gábort 1472-ben kinevezte. 